# Partido Liberal Democrático Budista
El Partido Liberal Democrático Budista (en jemer: គណបក្សប្រជាធិបតេយ្យសេរីនិយមព្រះពុទ្ធសាសនា) o BDLP fue un partido político conservador y religioso que existió en Camboya entre 1992 y 1997. Fue fundado por el ex Primer ministro Son Sann para participar en las primeras elecciones libres posteriores a la caída del régimen comunista de Hun Sen. Se consideraba sucesor político del Frente Popular de Liberación del Pueblo Jemer, organización paramilitar de Son Sann.
El BLDP ganó 10 de los 120 escaños de en la Asamblea Nacional de Camboya, formando parte del gobierno de coalición de Hun Sen (del CPP) y Norodom Ranariddh (del Funcinpec) como un socio menor. Por esta coalición, Sann llegó a ser nombrado brevemente Presidente de la Asamblea Nacional.
Sumergido en luchas internas desde julio de 1995, el partido se disolvió antes de la crisis de 1997 que forzó la dimisión de Ranariddh y el ascenso al poder de Hun Sen. Ninguno de sus partidos sucesores logró obtener escaños en el legislativo.

## Resultados electorales
| Año  | Total de escaños | Total de votos | Porcentaje | Resultado de la elección | Resultado de la elección    | Líder    |
| ---- | ---------------- | -------------- | ---------- | ------------------------ | --------------------------- | -------- |
| 1993 | 10/120           | 152.764        | 3.8%       | 10 escaños               | Socio menor en la coalición | Son Sann |